# قانون مرسين للتذبذب

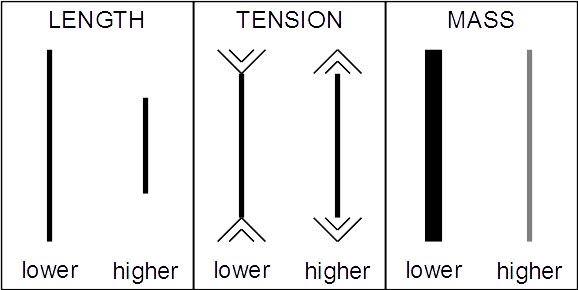

قانون تذبذب مرسين  أو قانون تذبذب مرزن (بالإنجليزية: Mersenne's Law of Vibration)‏ هو قانون يتحدث عن العلاقة بين ذبذبة الأوتار وطول الوتر ونوعه، وهو قانون لرجل الدين والفيلسوف الرياضي (مارن مرزن) الفرنسي.

## نص القانون
تتناسب الذبذبة الأساسية لوتر متجانس طرديا مع الجذر التربيعي لتوتره وعكسيا مع الجذر التربيعي لكتلته وطوله.